# Llista de start-ups unicorn
En finances, es coneix com a unicorn una empresa emergent (o start-up) de creació privada amb un valor de més de mil milions de dòlars (1.000.000.000 USD).
Algunes llistes importants d'empreses unicorn es conserven a The Wall Street Journal, Fortune Magazine, CNNMoney / CB Insights, TechCrunch i PitchBook / Morningstar.

## Història
| Núm. Unicorns | Valoració total en miliards dòlars | Data                    | Font                |
| ------------- | ---------------------------------- | ----------------------- | ------------------- |
| 82            |                                    | Finals de gener de 2015 | Forbes, CB Insights |
| 229           | 1.300                              | Gener de 2016           | VentureBeat         |
| 208           | 761                                | Desembre 2016           | TechCrunch          |
| 224           | 771,9                              | Abril de 2017           | TechCrunch          |
| 193           | 665                                | Abril de 2017           | Revista Inc         |
| 266           | 861                                | Agost de 2018           | Insights CB         |
| 394           | 1.200                              | Agost de 2019           | CB Insights         |
| 495           | 1.566                              | Novembre de 2020        | CB Insights         |
| 963           | 3.140                              | Gener de 2022           | CB Insights         |
| 1.170         | 3.854                              | Juny de 2022            | CB Insights.        |

## Llista d'unicorns
Els unicorns es concentren, a 7 d'octubre de 2022, en els següents països (amb 3 o més): Estats Units (644), Xina (188), Índia (108), Regne Unit (46), Alemanya (29), França (24), Israel (22), Canadà (19), Alemanya (29), Corea del Sud (16), Brasil (16), Indonèsia (12), Suècia (8), Mèxic (8), Austràlia (8), Països Baixos (7), Suïssa (6), Irlanda (6), Noruega (5), Espanya (4), Portugal (3), Turquia (3), Bèlgica (3), EAU (3).

Un cartell per Alipay a una ubicació de Burger King a la Xina. Alipay és el principal producte de Ant Financial.

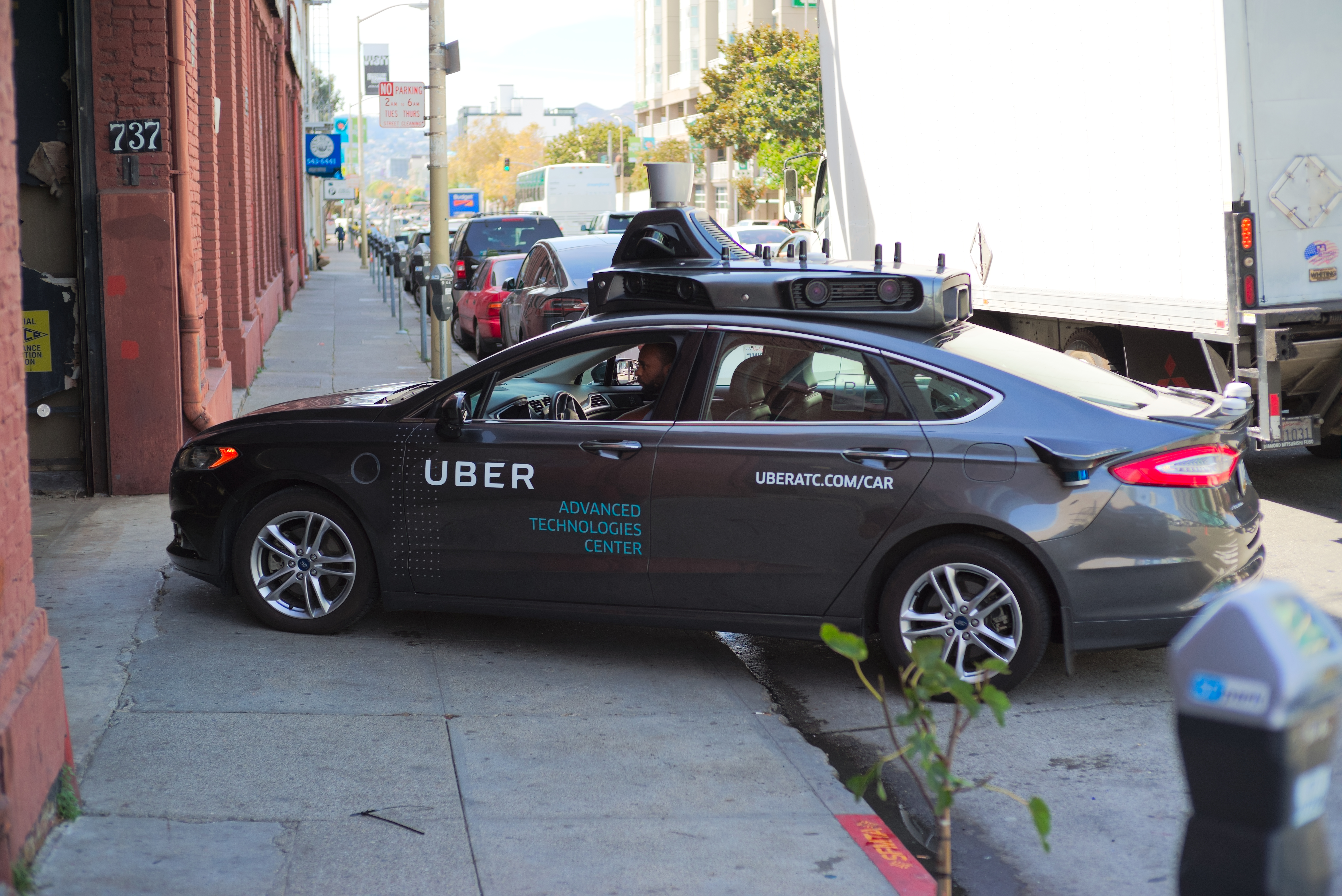
Proves d'un vehicle autònom per Uber a San Francisco l'octubre de 2016

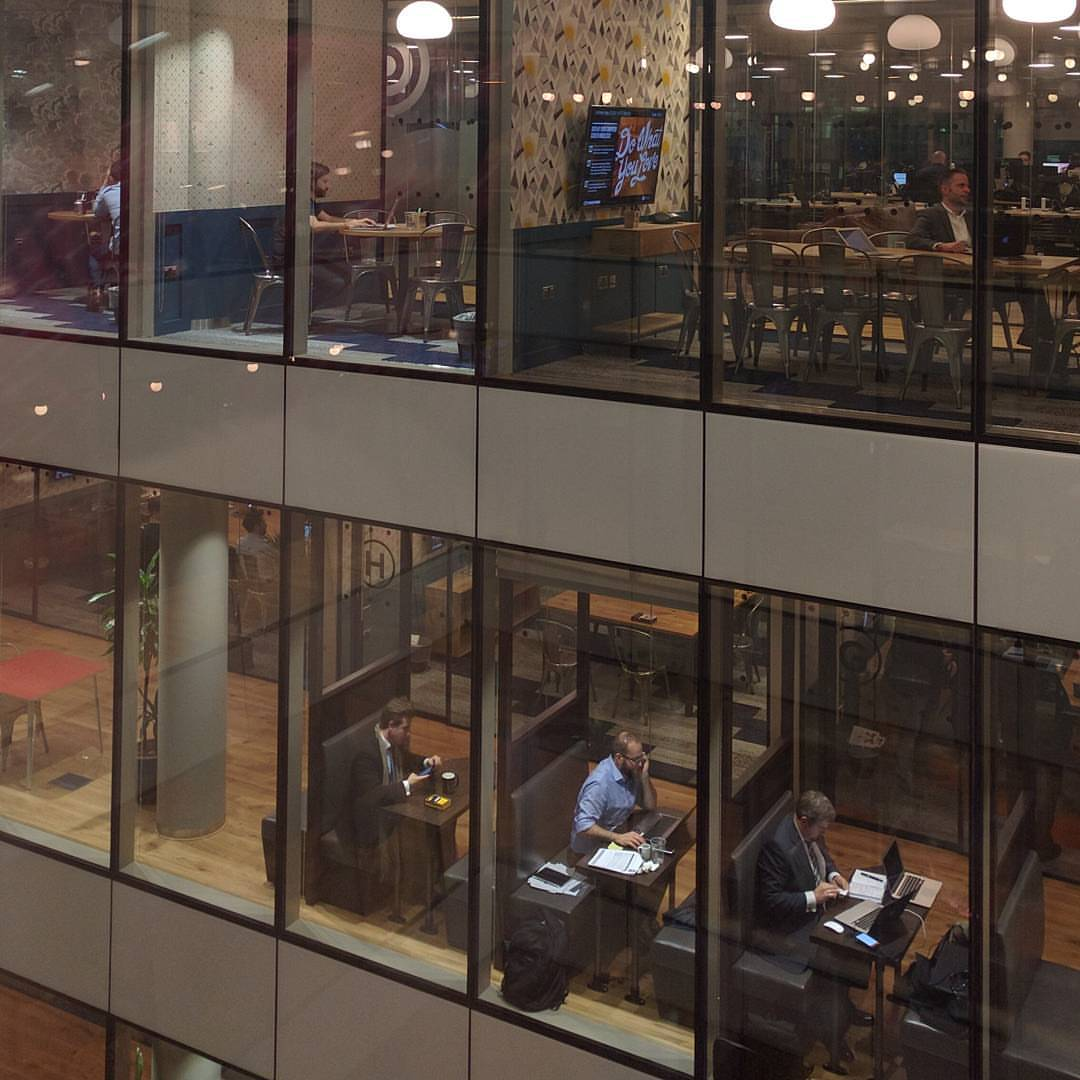
Un espai de coworking WeWork a Londres

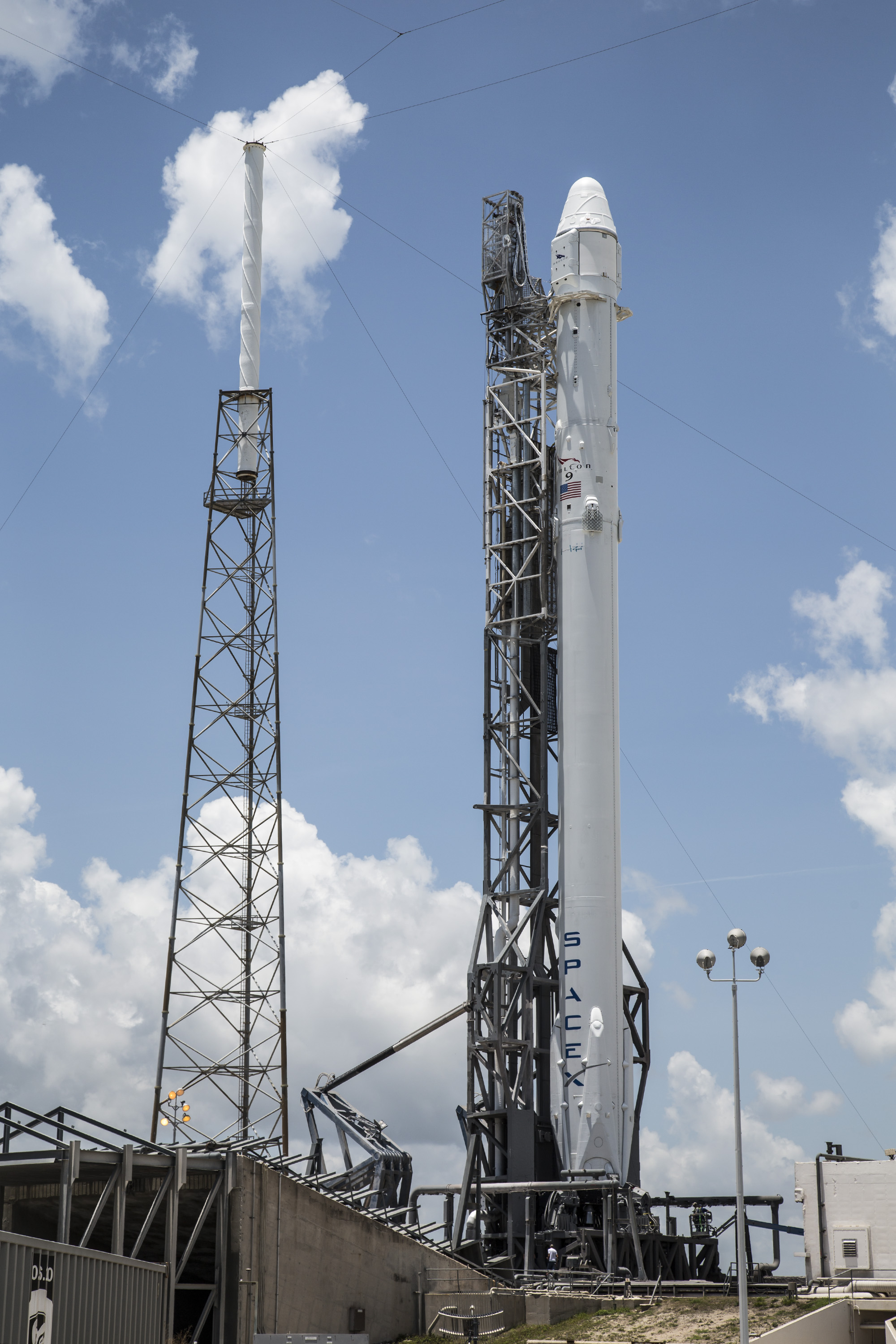
El SpaceX Falcon 9 portant el CRS-7 Dragon amb SLC-40

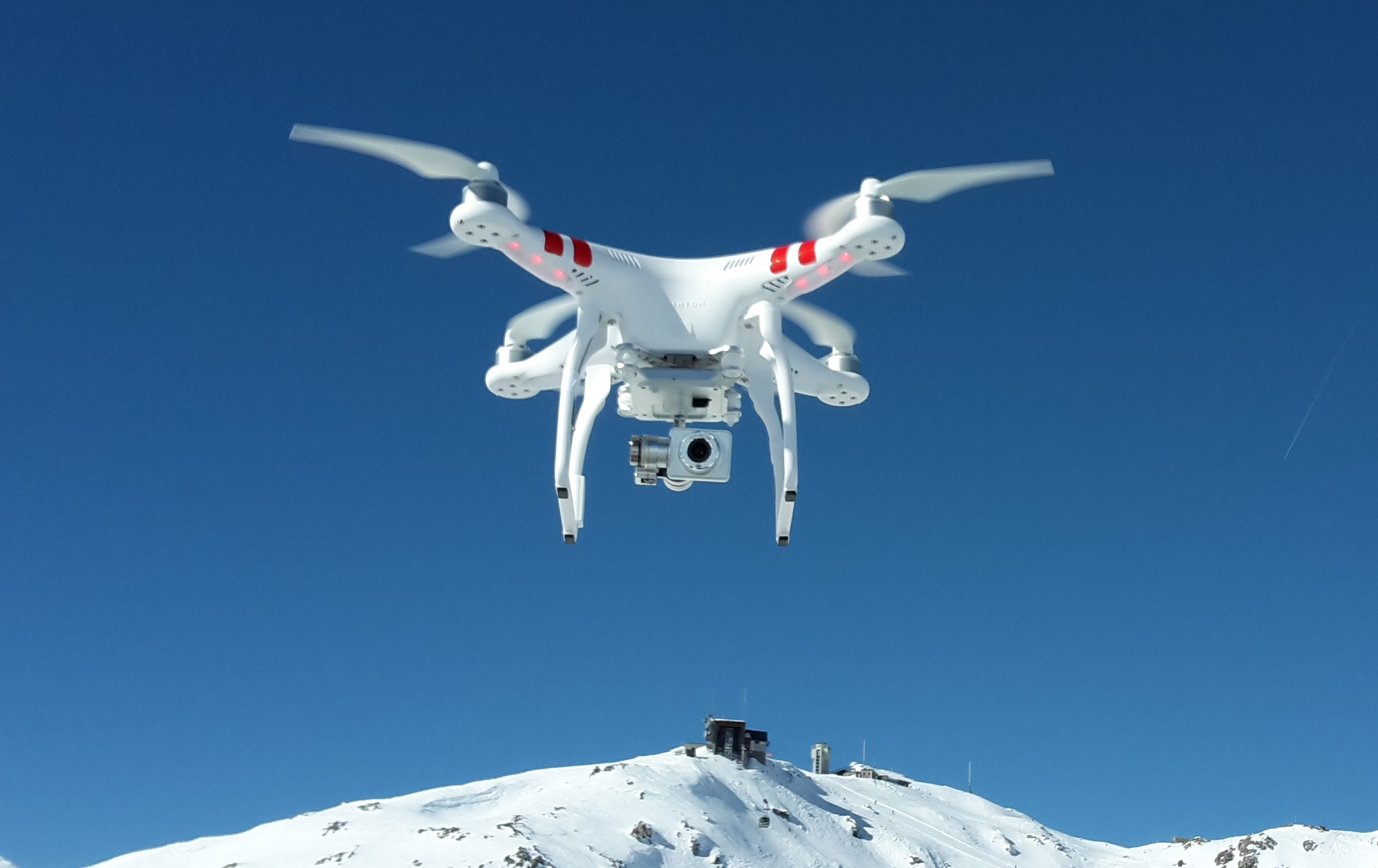
Un drone DJI Phantom 2 Vision + V3.0

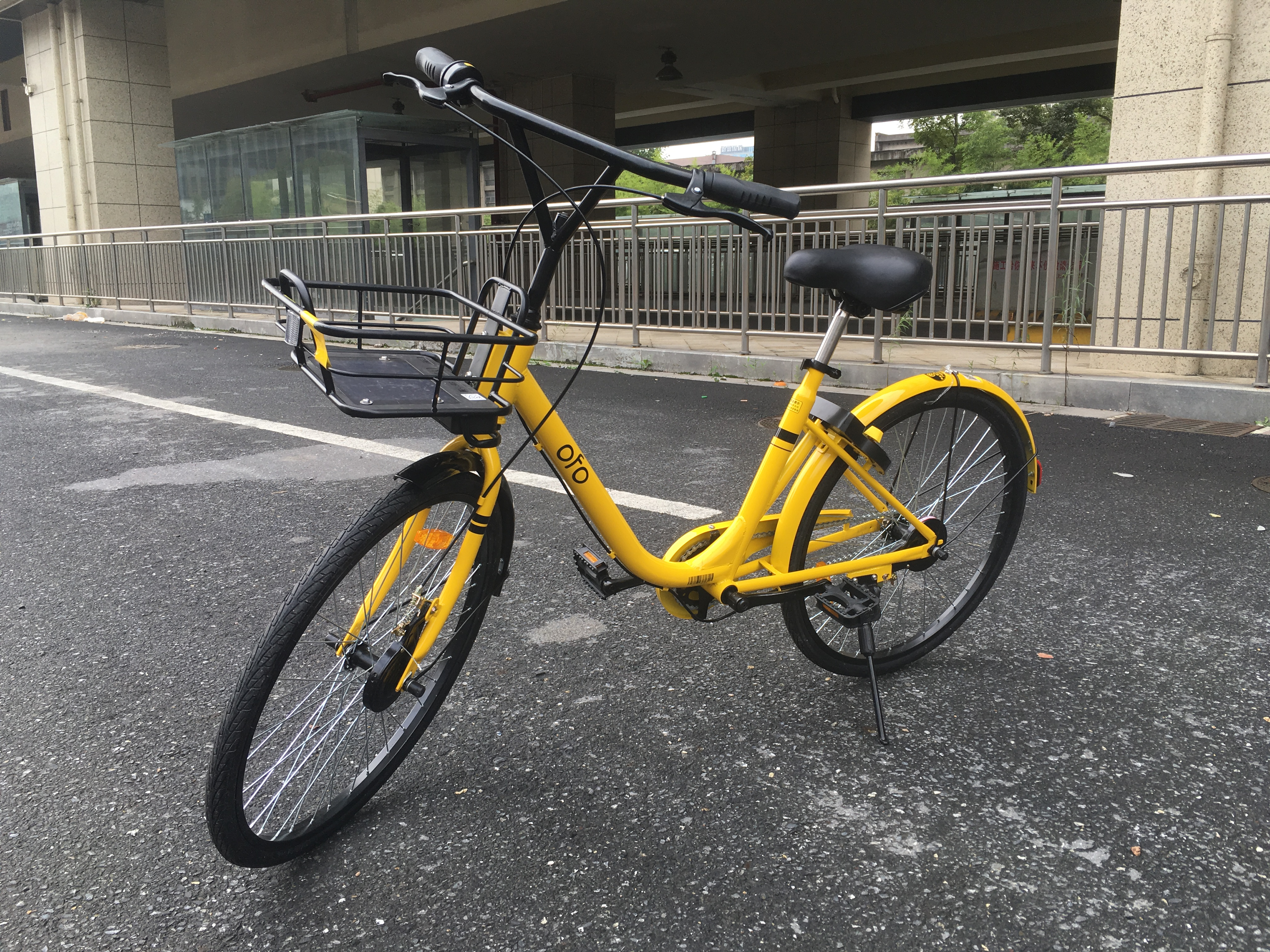
Una bicicleta Ofo

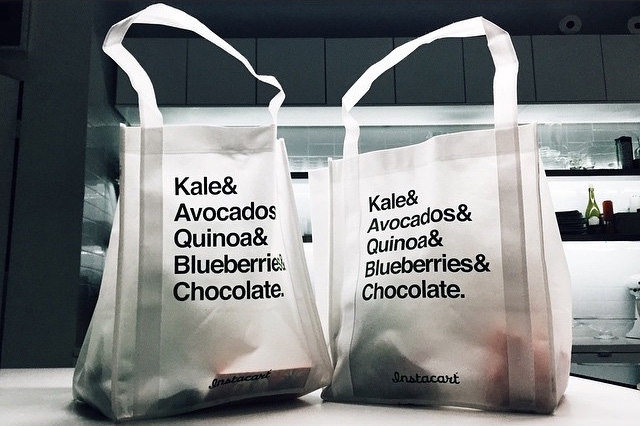
Instacart lliurament de queviures en un taulell

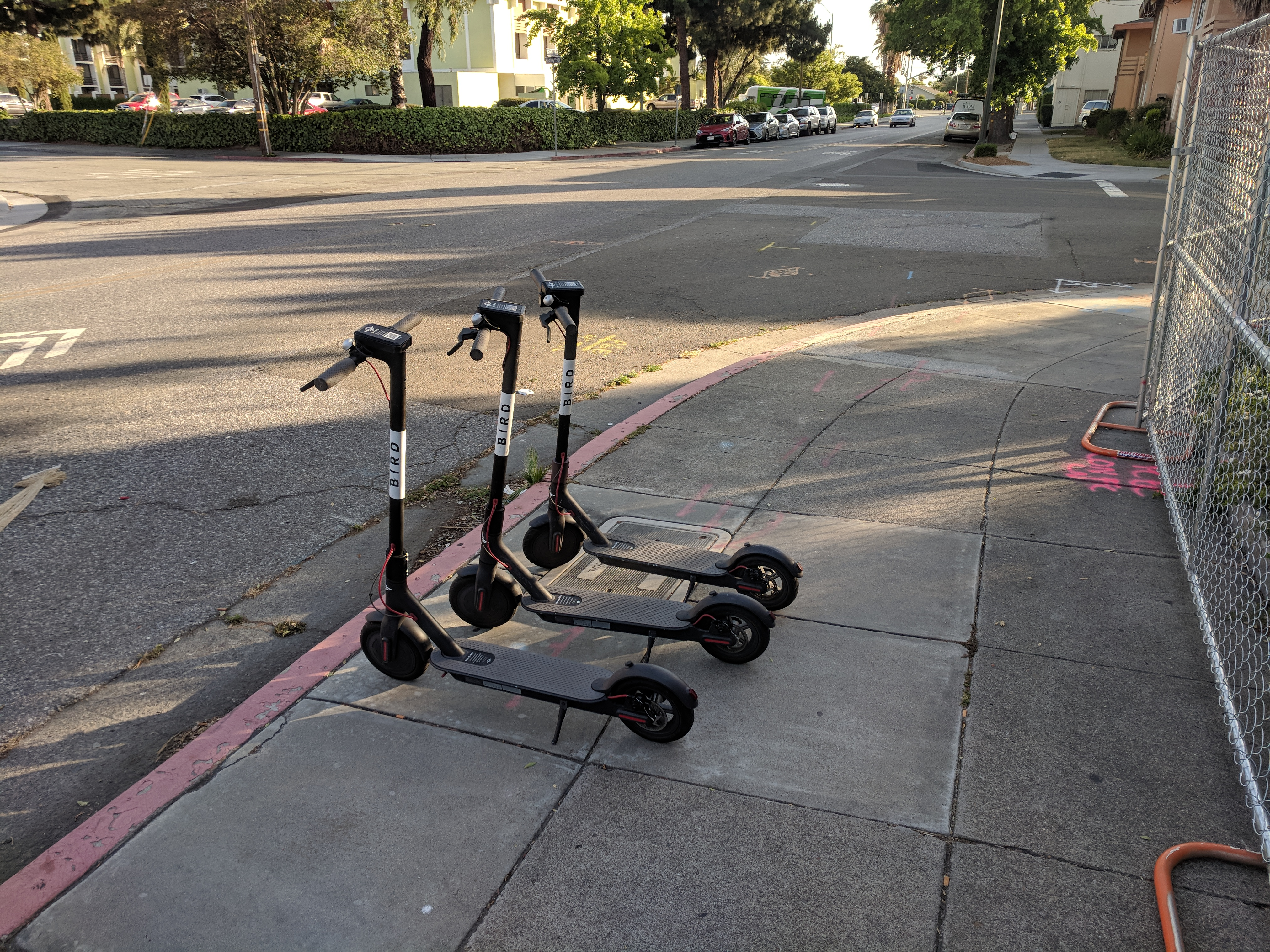
Scooters Bird a la vorera de San José

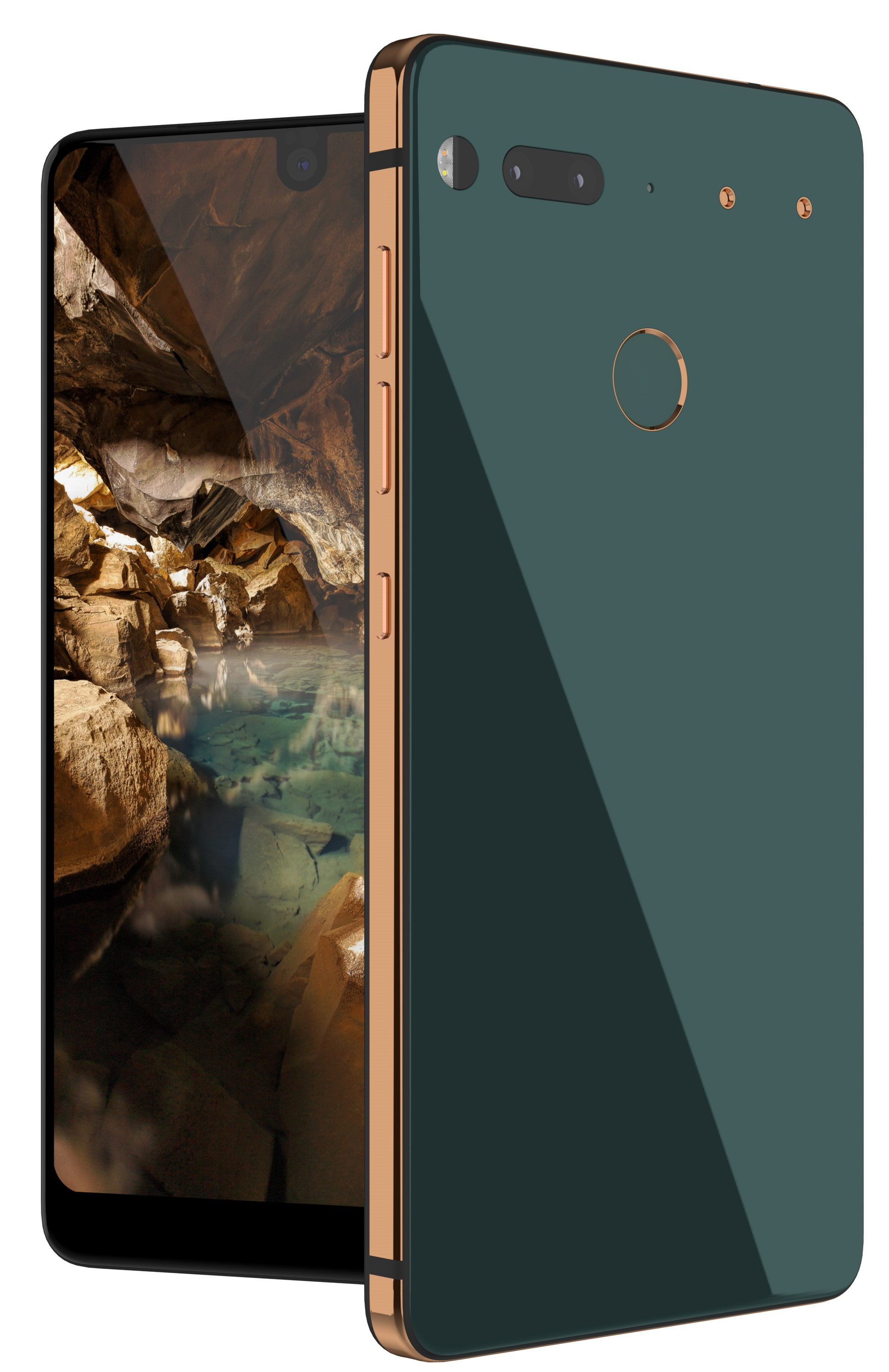
El telèfon Essential de color "profunditats oceàniques"

Amb seu als Països Catalans n'hi ha tres: Factorial (Barcelona), Recover (Banyeres de Mariola, Alacant) i TravelPerk (Barcelona). Ho havien estat també al seu moment empreses com Glovo o Letgo (ambdues de Barcelona), fins que foren comprades.

## Antics unicorns
Aquestes empreses havien estat unicorns, però van sortir de la llista a causa d'oferta pública de venda (OPV) o d'adquisicions:
| Empresa                   | darrera valoració (miliards USD) | data valoració | data sortida  | sortida            | valoració sortida (miliards USD) | Estat       |
| ------------------------- | -------------------------------- | -------------- | ------------- | ------------------ | -------------------------------- | ----------- |
| Uber                      | 72                               | Agost 2018     | Maig 2019     | OPV                | 82.4                             | US          |
| Facebook                  | 50                               | Gener 2011     | Maig 2012     | OPV                | 104                              | US          |
| Xiaomi                    | 45                               | Abril 2015     | Juliol 2018   | OPV                | 70                               | China       |
| Alibaba                   | 42                               | Juny 2016      | Setembre 2014 | OPV                | 238                              | China       |
| Meituan-Dianping          | 30.0                             | Octubre 2017   | Setembre 2018 | OPV                | 53                               | China       |
| Flipkart                  | 18                               | Maig 2018      | Maig 2018     | Adquirida          | 22                               | India       |
| CATL                      | 20.0                             | Març 2018      | Juny 2018     | OPV                | 12.3                             | China       |
| Snap Inc                  | 19.3                             | Maig 2016      | Març 2017     | OPV                | 24                               | US          |
| Tencent Music             | 18                               | Gener 2018     | Desembre 2018 | OPV                | 21.3                             | China       |
| Lyft                      | 15.1                             | Juny 2018      | Març 2019     | OPV                | 24.0                             | US          |
| Adyen                     | 15.1                             | Març 2018      | Juny 2018     | OPV                | 8.3                              | Netherlands |
| Pinduoduo                 | 15                               | Abril 2018     | Juliol 2018   | OPV                | 60                               | China       |
| Pinterest                 | 13.0                             | Juliol 2018    | Abril 2019    | OPV                | 10.0                             | US          |
| Zynga                     | 9.1                              | Febrer 2011    | Desembre 2011 | OPV                | 7                                | US          |
| DiDi                      | 9                                | Gener 2016     | Agost 2016    | Adquirida          | 7                                | China       |
| Spotify                   | 8.53                             | Març 2016      | Abril 2018    | Cotització directa | 30                               | Sweden      |
| Twitter                   | 8                                | Setembre 2011  | Novembre 2013 | OPV                | 14.2                             | US          |
| Slack Technologies        | 7.0                              | Agost 2018     |               | OPV                |                                  | US          |
| Square                    | 6                                | Octubre 2014   | Novembre 2015 | OPV                | 3.6                              | US          |
| Stemcentrx                | 5                                | Setembre 2015  | Abril 2016    | Adquirida          | 5.8                              | US          |
| Groupon                   | 4.75                             | Desembre 2010  | Novembre 2011 | OPV                | 13                               | US          |
| Ucar                      | 4.4                              | Març 2017      | Juliol 2016   | OPV                | 5.5                              | China       |
| Zalando                   | 4.03                             | Novembre 2013  | Octubre 2014  | OPV                | 6.7                              | Germany     |
| Lending Club              | 3.8                              | Agost 2014     | Desembre 2014 | OPV                | 8.5                              | US          |
| Atlassian                 | 3.3                              | Abril 2014     | Desembre 2015 | OPV                | 7.02                             | Australia   |
| Legendary Entertainment   | 3                                | Octubre 2014   | Gener 2016    | Adquirida          | 3.5                              | US          |
| Pure Storage              | 3                                | Agost 2014     | Octubre 2015  | OPV                | 3.1                              | US          |
| Luckin Coffee             | 2.9                              | Abril 2019     | Maig 2019     | OPV                |                                  | China       |
| Pivotal                   | 2.8                              | Maig 2016      | Abril 2018    | OPV                | 3.9                              | US          |
| Skype                     | 8.5                              | Maig 2011      | Setembre 2005 | Adquirida          | 2.6                              | Sweden      |
| Box                       | 2.4                              | Juliol 2014    | Gener 2015    | OPV                | 1.67                             | US          |
| GoPro                     | 2.25                             | Desembre 2012  | Juny 2014     | OPV                | 2.96                             | US          |
| Roku, Inc.                | 2.1                              | Setembre 2017  | Setembre 2017 | OPV                | 2.1                              | US          |
| AppDynamics               | 2.05                             | Novembre 2015  | Gener 2017    | Adquirida          | 3.7                              | US          |
| Wayfair                   | 2                                | Març 2014      | Octubre 2014  | OPV                | 2.4                              | US          |
| NantHealth                | 2                                | Gener 2016     | Juny 2016     | OPV                | 1.7                              | US          |
| Meitu                     | 2                                | Desembre 2014  | Desembre 2016 | OPV                | 4.6                              | China       |
| Nutanix                   | 2                                | Setembre 2016  | Setembre 2016 | OPV                | 2.21                             | US          |
| Mobileye                  | 1.9                              | Juliol 2013    | Agost 2014    | OPV                | 7.6                              | Israel      |
| Better Place              | 1.6                              | Novembre 2012  | Juliol 2013   | Adquirida          | 0.012                            | US          |
| MuleSoft                  | 1.5                              | Maig 2015      | Març 2015     | OPV,Adquirida      | 6.5                              | US          |
| Jet.com                   | 1.5                              | Novembre 2015  | Agost 2016    | Adquirida          | 3.3                              | US          |
| LivingSocial              | 1.5                              | Febrer 2013    | Octubre 2016  | Adquirida          |                                  | US          |
| WhatsApp                  | 1.5                              | Juliol 2013    | Febrer 2014   | Adquirida          | 19                               | US          |
| HomeAway                  | 1.4                              | Octubre 2010   | Novembre 2016 | Adquirida          | 3.9                              | US          |
| Jasper                    | 1.35                             | Abril 2014     | Febrer 2016   | Adquirida          | 1.4                              | US          |
| eFront                    | 1.3                              | Març 2019      | Maig 2019     | Adquirida          | 1.3                              | France      |
| Sunrun                    | 1.3                              | Juliol 2016    | Agost 2015    | OPV                | 1.4                              | US          |
| Solstice                  |                                  |                | Desembre 2009 | Adquirida          | 1.3                              | US          |
| Good Technology           | 1.2                              | Setembre 2014  | Setembre 2015 | Adquirida          | 0.425                            | US          |
| Fab                       | 1.15                             | Agost 2013     | Març 2015     | Adquirida          | 0.015                            | US          |
| Gilt Groupe               | 1.15                             | Febrer 2015    | Gener 2016    | Adquirida          | 0.25                             | US          |
| Vonage                    | 1.11                             | Agost 2014     | Maig 2006     | OPV                | 2.65                             | US          |
| Zulily                    | 1.09                             | Novembre 2012  | Octubre 2015  | Adquirida          | 2.4                              | US          |
| Coupa                     | 1.08                             | Juny 2015      | Octubre 2016  | OPV                | 1.68                             | US          |
| LinkedIn                  | 1.06                             | Febrer 2016    | Maig 2011     | OPV                | 4.3                              | US          |
| Twilio                    | 1.03                             | Juliol 2015    | Juny 2016     | OPV                | 1.2                              | US          |
| SimpliVity                | 1.03                             | Març 2015      | Gener 2017    | Adquirida          | 0.65                             | US          |
| Zoom                      | 1                                | Gener 2017     | Abril 2019    | OPV                | 9.0                              | US          |
| Musigma                   | 1                                | Febrer 2014    | Març 2014     | Adquirida          | 1.11                             | US          |
| Shopify                   | 1                                | Desembre 2013  | Maig 2015     | OPV                | 1.3                              | Canada      |
| AirWatch                  | 1                                | Maig 2013      | Gener 2014    | Adquirida          | 1.54                             | US          |
| Lynda.com                 | 1                                | Gener 2015     | Abril 2015    | Adquirida          | 1.5                              | US          |
| New Relic                 | 1                                | Abril 2014     | Desembre 2014 | OPV                | 1.42                             | US          |
| Dollar Shave Club         |                                  |                | Juliol 2016   | Adquirida          | 1                                | US          |
| Quotient Technology       | 1                                | Abril 2016     | Març 2014     | OPV                | 1.17                             | US          |
| Skyscanner                | 1.6                              | Febrer 2016    | Novembre 2016 | Adquirida          | 1.74                             | UK          |
| Souq.com                  | 1                                | Febrer 2016    | Març 2017     | Adquirida          | 0.65                             | UAE         |
| Blue Apron                | 2                                | Gener 2015     | Juny 2017     | OPV                | 2                                | US          |
| musical.ly                |                                  |                | Novembre 2017 | Adquirida          | 0.999                            | China       |
| Stitch Fix                |                                  |                | Novembre 2017 | OPV                | 1.5                              | US          |
| Shazam (cercador d'àudio) | 1                                | Gener 2015     | Desembre 2017 | Adquirida          | 0.4                              | UK          |
| Ring                      |                                  |                | Febrer 2018   | Adquirida          | 1.001                            | US          |
| Mobike                    | 3                                | Juliol 2017    | Abril 2018    | Adquirida          | 2.7                              | China       |
| Ele.me                    | 6.0                              | Juny 2017      | Abril 2018    | Adquirida          | 9.5                              | China       |
| IZettle                   |                                  |                | Maig 2018     | Adquirida          | 2.2                              | Sweden      |
| Duo Security              | 1.17                             | Octubre 2017   | Agost 2018    | Adquirida          | 2.35                             | US          |
| Bloom Energy              | 2.83                             | Gener 2015     | Juliol 2018   | OPV                | 1.6                              | US          |
| Moderna Therapeutics      | 7.5                              | Febrer 2018    | Desembre 2018 | OPV                | 7.5                              | US          |